# Pégomas
Pégomas é uma comuna francesa na região administrativa da Provença-Alpes-Costa Azul, no departamento Alpes Marítimos. Estende-se por uma área de 11,28 km², com  6 296 habitantes, segundo os censos de 2007, com uma densidade de 558 hab/km².